# Veinge pastoratskog
Veinge pastoratskog är ett naturreservat i Laholms kommun i Hallands län.
Området är naturskyddat sedan 2018 och är 69 hektar stort. Reservatet ligger nordost om Veinge och omfattar ett svagt kuperat område som består av ekskog med inslag av bok, björk, asp, tall samt sumpskog och fuktstråk med klibbal och björk.